# Urtica membranacea
L'ortica membranosa (Urtica membranacea Poir. ex Savigny) è una pianta erbacea annuale appartenente alla famiglia Urticaceae, nativa delle regioni mediterranee.
Come l'ortica comune, possiede peli urticanti e ne condivide le proprietà medicinali.

## Descrizione
Pianta erbacea annuale, monoica o raramente dioica, dal fusto eretto quadrangolare, marrone tendente al viola, semplice o poco ramificato, alta 15–80 cm.
Le foglie sono verdi, lunghe fino a 8 cm, ovate e opposte, tronche alla base, seghettate e acuminate, a denti irregolari, vagamente pelose su entrambi i lati. Le stipole, due a due, si trovano su ogni lato dello stelo. I peli, quando toccati, rilasciano una sostanza urticante che irrita la pelle. 

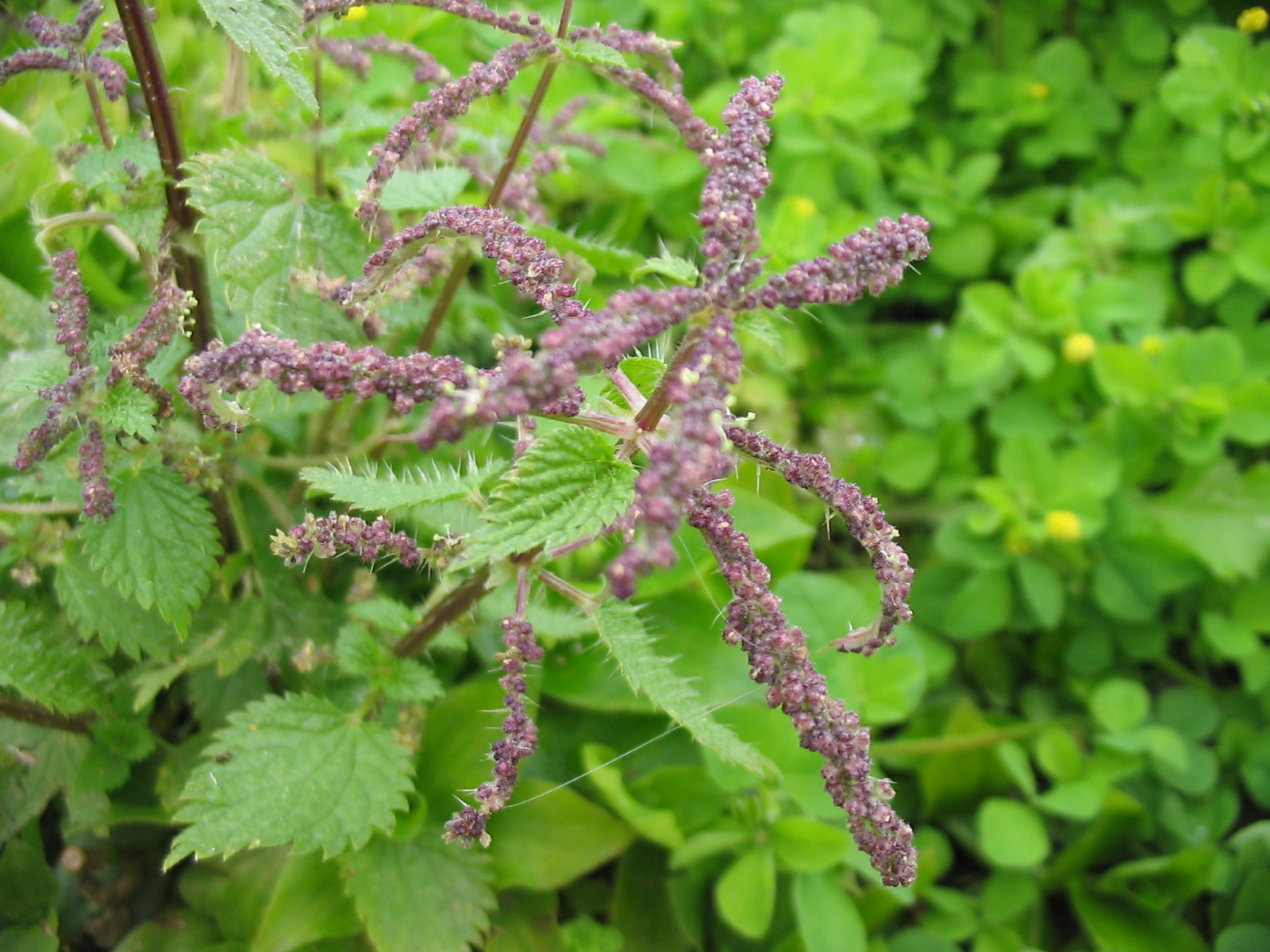
Fiori maschili

I fiori sono accoppiati alle foglie: inferiori sono i fiori femminili, raccolti in spighe pendenti; superiori sono i fiori maschili, riuniti in spighe erette, spesso tendenti al viola. Fiorisce tra febbraio e ottobre.
I frutti sono piccoli acheni di ca. 1 mm di spessore, e contengono i semi.

## Distribuzione e habitat
L'ortica membranosa cresce nelle regioni del Mediterraneo, dal Portogallo all'Africa del Nord e al Medio Oriente. In Italia si può trovare in Lombardia, in Liguria e dall'Emilia-Romagna al Centro-Sud e Sardegna.
Predilige i terreni azotati, coltivi, radure nei boschi, ambienti incolti come intorno a rovine, lungo le strade e i sentieri abbandonati. Si trova fino a 1.000 m di altitudine.

## Tassonomia
Descritta da Poiret nel 1797, è stata prima classificata da Vahl come U. caudata (1791) e da Forsskål come U. dubia (1775, nom. inval.). Altri sinonimi sono U. atlantica (Bl., 1856), U. lusitanica (Brot., 1804), U. pittonii (Blume, 1856). Se ne conosce una sottospecie, U. membranacea subsp. neglecta (Guss., 1881).

### Specie simili
La pianta è simile ad altre specie del genere Urtica, come ad es. U. pilulifera e la più comune U. dioica.

## Usi
La pianta possiede le proprietà medicinali caratteristiche dell'U. dioica.
Nella medicina popolare calabrese, l'ortica membranosa (Lurdica in calabrese) viene utilizzata per la preparazione di decotti contro tosse e tonsilliti.